# Святой Пётр (гекбот, 1723)
«Святой Пётр» — гекбот Каспийской флотилии Российской империи, участник Персидского похода 1722—1723 годов, один из гекботов типа «Астрахань».

## Описание судна
Парусный трёхмачтовый гекбот с деревянным корпусом, один из 41 гекбота типа «Астрахань», строившийся в Казани и Нижнем Новгороде с 1722 по 1727 год. Длина судна составляла 30,48—30,5 метра, а ширина 8,2—8,23 метра.  Для тридцати гекботов, спущенных в 1723 году, все канаты и якоря изготавливались в Нижнем Новгороде, а мачты, реи, блоки и паруса в Казани, для чего 19 (30) октября 1722 года в Нижний Новгород и Казань были направлены мастера необходимых квалификаций.
Губернатор Астраханской губернии А. П. Волынский так писал Петру I об увиденных им в 1723 году 30 гекботах этого типа: «Все гекботы так хороши, власно как бы фрегаты... все лучше того на котором изволили прошлаго года ходить Ваше Величество».
Гекбот был одним из 18 парусных и парусно-гребных судов Российского императорского флота, носивших это наименование. Такое же наименование носила первая парусная яхта Петра I, в составе Балтийского флота несли службу 6 одноимённый парусных линейных кораблей 1720, 1741, 1760, 1786, 1794 и 1799 годов постройки, один парусный фрегат 1710 года постройки и галера 1704 года постройки, а также захваченный у шведов в 1704 году галиот, бригантина, купленная в 1787 году, и гукор, купленный в 1772 году. В составе Черноморского флота служил одноимённый бомбардирский корабль, переоборудованной в 1788 году из галиота «Тарантул», в составе Каспийской флотилии — ещё один гекбот 1726 года постройки и  шнява 1746 года постройки, а в составе Охотской флотилии пакетбот 1740 года постройки, затем гукор, построенный в 1742 году из разбившегося одноимённого пакетбота и галиот 1768 года постройки.

## История службы
Гекбот «Святой Пётр» был заложен на стапеле Казанского адмиралтейства в декабре 1722 года, после спуска на воду 11 (22) мая 1723 года вошёл в состав Каспийской флотилии России.
В мае—июне того же года совершил переход по Волге в Астрахань.
Принимал участие в Персидском походе 1722—1723 годов.
В кампанию 1725 года совершал плавания в Каспийском море под командованием унтер-лейтенанта Петра Юшкова. В том же году разбился, место и обстоятельства крушения неизвестны. Командир гекбота по итогам расследования кораблекрушения был оправдан.